# 増毛町
増毛町（ましけちょう）は、北海道の北西部、留萌振興局管内南部にある町。町名の由来はアイヌ語の「マシュキニ」「マシュケ」（カモメの多いところ）から転じたものである。
日本海の海岸美が見られる雄冬海岸と暑寒別天売焼尻国定公園の一部である暑寒別岳を抱える。歴史は古く、町内には北海道遺産に選定されたレトロな建物が立ち並ぶ。ボタンエビの漁獲高が日本一であるが、アマエビやタコなどの水揚げも多い。良質の水を利用して酒造も行われており、明治時代からある國稀酒造（元：丸一本間合名会社）は、日本最北にある造り酒屋でもある。

## 地理

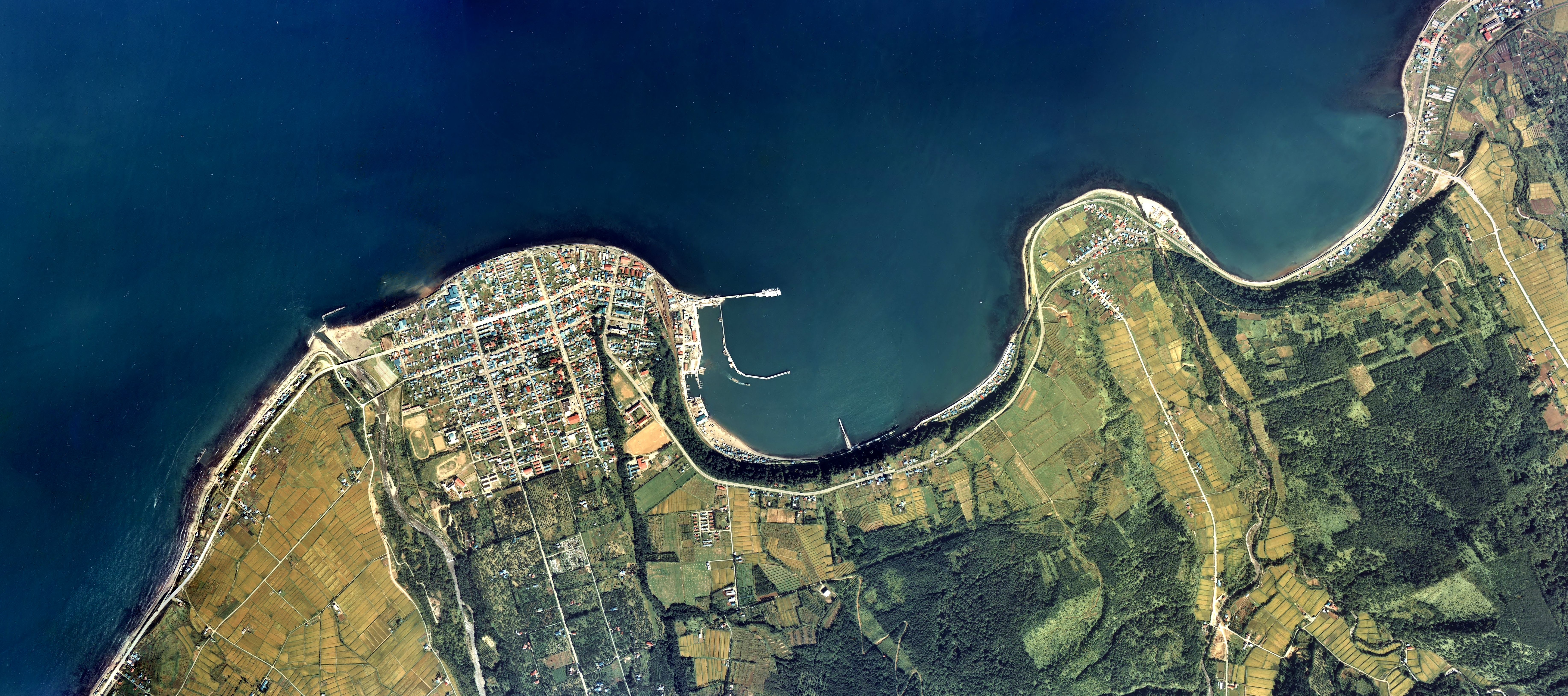
増毛町中心部周辺の空中写真。1977年撮影の5枚を合成作成。

日本海側沿岸で留萌管内南部に位置する。西部の日本海と東部の山地に挟まれた険しい地形で、ほとんどの集落は沿岸部に集中する。ただし、別苅以西の海岸は急峻な断崖が続き、国道231号開通までは船以外の交通手段がほぼ存在しない「陸の孤島」であった。
- 山（括弧内の数字は標高）：暑寒別岳 (1,491 m)、群別岳 (1,376 m)、浜益岳 (1,258 m)、雄冬山 (1,198 m）
- 河川：信砂川、箸別川

### 隣接している自治体
- 留萌振興局
  - 留萌市
- 空知総合振興局
  - 雨竜郡：北竜町、雨竜町
  - 樺戸郡：新十津川町
- 石狩振興局
  - 石狩市

### 気候
日本海側の気候であり、冬は雪が多く日照が非常に少ない。夏と冬の寒暖差が少なく、北海道内では比較的温和な気候である。まれに南風が吹くとフェーン現象が発生して気温が上がることがある。
| 増毛（1991 - 2020）の気候 | 増毛（1991 - 2020）の気候 | 増毛（1991 - 2020）の気候 | 増毛（1991 - 2020）の気候 | 増毛（1991 - 2020）の気候 | 増毛（1991 - 2020）の気候 | 増毛（1991 - 2020）の気候 | 増毛（1991 - 2020）の気候 | 増毛（1991 - 2020）の気候 | 増毛（1991 - 2020）の気候 | 増毛（1991 - 2020）の気候 | 増毛（1991 - 2020）の気候 | 増毛（1991 - 2020）の気候 | 増毛（1991 - 2020）の気候 |
| 月                        | 1月                       | 2月                       | 3月                       | 4月                       | 5月                       | 6月                       | 7月                       | 8月                       | 9月                       | 10月                      | 11月                      | 12月                      | 年                        |
| ------------------------- | ------------------------- | ------------------------- | ------------------------- | ------------------------- | ------------------------- | ------------------------- | ------------------------- | ------------------------- | ------------------------- | ------------------------- | ------------------------- | ------------------------- | ------------------------- |
| 最高気温記録 °C （°F）    | 10.9 (51.6)               | 15.3 (59.5)               | 17.5 (63.5)               | 27.7 (81.9)               | 32.4 (90.3)               | 30.5 (86.9)               | 33.6 (92.5)               | 34.2 (93.6)               | 33.5 (92.3)               | 29.2 (84.6)               | 22.0 (71.6)               | 15.9 (60.6)               | 34.2 (93.6)               |
| 平均最高気温 °C （°F）    | −0.7 (30.7)               | −0.2 (31.6)               | 3.5 (38.3)                | 9.9 (49.8)                | 15.6 (60.1)               | 19.0 (66.2)               | 23.0 (73.4)               | 24.7 (76.5)               | 21.6 (70.9)               | 15.5 (59.9)               | 8.1 (46.6)                | 1.7 (35.1)                | 11.8 (53.2)               |
| 日平均気温 °C （°F）      | −3.3 (26.1)               | −3.0 (26.6)               | 0.5 (32.9)                | 6.0 (42.8)                | 11.4 (52.5)               | 15.4 (59.7)               | 19.5 (67.1)               | 20.9 (69.6)               | 17.4 (63.3)               | 11.5 (52.7)               | 4.9 (40.8)                | −1.0 (30.2)               | 8.4 (47.1)                |
| 平均最低気温 °C （°F）    | −6.4 (20.5)               | −6.4 (20.5)               | −3.0 (26.6)               | 1.9 (35.4)                | 7.1 (44.8)                | 11.8 (53.2)               | 16.3 (61.3)               | 17.3 (63.1)               | 13.3 (55.9)               | 7.5 (45.5)                | 1.7 (35.1)                | −3.7 (25.3)               | 4.8 (40.6)                |
| 最低気温記録 °C （°F）    | −17.4 (0.7)               | −16.3 (2.7)               | −15.1 (4.8)               | −7.1 (19.2)               | −1.7 (28.9)               | 2.4 (36.3)                | 7.4 (45.3)                | 9.5 (49.1)                | 4.5 (40.1)                | −1.3 (29.7)               | −7.7 (18.1)               | −16.3 (2.7)               | −17.4 (0.7)               |
| 降水量 mm （inch）        | 79.5 (3.13)               | 52.2 (2.055)              | 48.2 (1.898)              | 42.1 (1.657)              | 54.6 (2.15)               | 54.4 (2.142)              | 104.3 (4.106)             | 121.6 (4.787)             | 143.4 (5.646)             | 142.3 (5.602)             | 145.6 (5.732)             | 98.0 (3.858)              | 1,085.9 (42.752)          |
| 平均降水日数 （≥1.0 mm）  | 17.0                      | 12.9                      | 11.7                      | 9.9                       | 9.8                       | 8.5                       | 9.2                       | 10.5                      | 13.0                      | 14.7                      | 18.0                      | 18.3                      | 153.3                     |
| 平均月間日照時間          | 38.1                      | 62.2                      | 127.0                     | 179.4                     | 206.7                     | 176.3                     | 172.5                     | 176.9                     | 168.7                     | 121.3                     | 52.6                      | 28.2                      | 1,509.9                   |
| 出典：気象庁              |                           |                           |                           |                           |                           |                           |                           |                           |                           |                           |                           |                           |                           |

## 歴史
かつては増毛支庁が置かれ、この地域の中心であった。現在は支庁が留萌市に移転し留萌振興局となっている。
- 1706年（宝永3年）：松前藩士下国氏の商場知行地となる[2]。
- 1751年（宝暦元年）：松前の商人、村山伝兵衛が箱館奉行所から増毛場所を請負う[2]。
- 1856年（安政3年）久保田藩（秋田藩）により元陣屋が設置される[2]。
- 1897年（明治30年）11月：増毛支庁を設置。
- 1900年（明治33年）7月1日：増毛郡増毛市街9町、増毛村、別苅村（べつかり）、岩尾村、暑寒沢村（しょかんざわ）、阿分村（あふん）、舎熊村（しゃぐま）が合併、一級町村制、増毛郡増毛町になる。
- 1914年（大正3年）：支庁を留萌に移転、留萌支庁に改称[2]。
- 1921年（大正10年）11月5日：留萠線（現留萌本線）が増毛まで開通。
- 1981年（昭和56年）11月10日：南方の断崖絶壁により開通できていなかった雄冬地区までの国道が開通。
- 2016年（平成28年）12月：留萌本線の増毛駅-留萌駅間が廃止。

## 経済
漁業が盛ん。昭和30年ごろまでは千石場所が置かれニシン漁で栄えたが、資源枯渇により漁獲量が激減。太平洋戦争後は近海漁業、水産加工が中心となった。漁業のほかには商業、農業（主に果樹栽培）、工業（食品工業）があるが、特にどの産業に依存するということはなく縮小均衡している。

### 農協・漁協
- るもい農業協同組合（JAるもい）増毛支所
- 増毛漁業協同組合

### 郵便局
- 増毛郵便局（集配局）
- 舎熊郵便局（集配局）
- 別苅郵便局
- 雄冬郵便局

## 公共機関
- 留萌警察署増毛駐在所
- 増毛町消防本部

## 地域

### 人口
| |                                        |  |
| 増毛町と全国の年齢別人口分布（2005年） | 増毛町の年齢・男女別人口分布（2005年） |  |
| ■紫色 ― 増毛町 ■緑色 ― 日本全国 | ■青色 ― 男性 ■赤色 ― 女性              |  |
| 増毛町（に相当する地域）の人口の推移 \| 1970年（昭和45年） \| 10,962人 \| \| \| 1975年（昭和50年） \| 9,312人 \| \| \| 1980年（昭和55年） \| 8,319人 \| \| \| 1985年（昭和60年） \| 8,011人 \| \| \| 1990年（平成2年） \| 7,166人 \| \| \| 1995年（平成7年） \| 6,652人 \| \| \| 2000年（平成12年） \| 6,167人 \| \| \| 2005年（平成17年） \| 5,708人 \| \| \| 2010年（平成22年） \| 5,080人 \| \| \| 2015年（平成27年） \| 4,497人 \| \| \| 2020年（令和2年） \| 3,908人 \| \| |                                        |  |
| 総務省統計局 国勢調査より |                                        |  |
| 1970年（昭和45年） | 10,962人                               |  |
| 1975年（昭和50年） | 9,312人                                |  |
| 1980年（昭和55年） | 8,319人                                |  |
| 1985年（昭和60年） | 8,011人                                |  |
| 1990年（平成2年） | 7,166人                                |  |
| 1995年（平成7年） | 6,652人                                |  |
| 2000年（平成12年） | 6,167人                                |  |
| 2005年（平成17年） | 5,708人                                |  |
| 2010年（平成22年） | 5,080人                                |  |
| 2015年（平成27年） | 4,497人                                |  |
| 2020年（令和2年） | 3,908人                                |  |

### 消滅集落
2015年国勢調査によれば、以下の集落は調査時点で人口0人の消滅集落となっている。
- 増毛町 - 御料

### 教育
- 中学校
  - 増毛町立増毛中学校
- 小学校
  - 増毛町立増毛小学校

#### 閉校した学校
- 道立高等学校
  - 北海道増毛高等学校（2011年3月閉校）
- 中学校
  - 増毛第二（2008年3月閉校）
- 小学校
  - 新信砂、歩古丹、信砂、舎熊（しゃぐま）、阿分、別苅
- 小中学校
  - 信砂御料、岩老、雄冬（現在は増毛町雄冬自然体験館）[4]、雄冬地区の避難所にも指定[5]）

## 交通

### 鉄道
現在、町内に鉄道路線は通っていない。以前はJR北海道留萌本線が通っていたが、町内の区間は2016年（平成28年）12月5日に廃止された。町内には増毛駅、箸別駅、朱文別駅、舎熊駅、信砂駅、阿分駅があった。

### バス
- 沿岸バス
  - 札幌市までの長距離高速バス路線「特急ましけ号」、留萌市と増毛町中心部および大別苅を結ぶ「留萌別苅線」が運行されている。

### 道路
- 一般国道
  - 国道231号

- 都道府県道
  - 北海道道94号増毛稲田線
  - 北海道道301号増毛港線
  - 北海道道546号暑寒別公園線

## 文化財

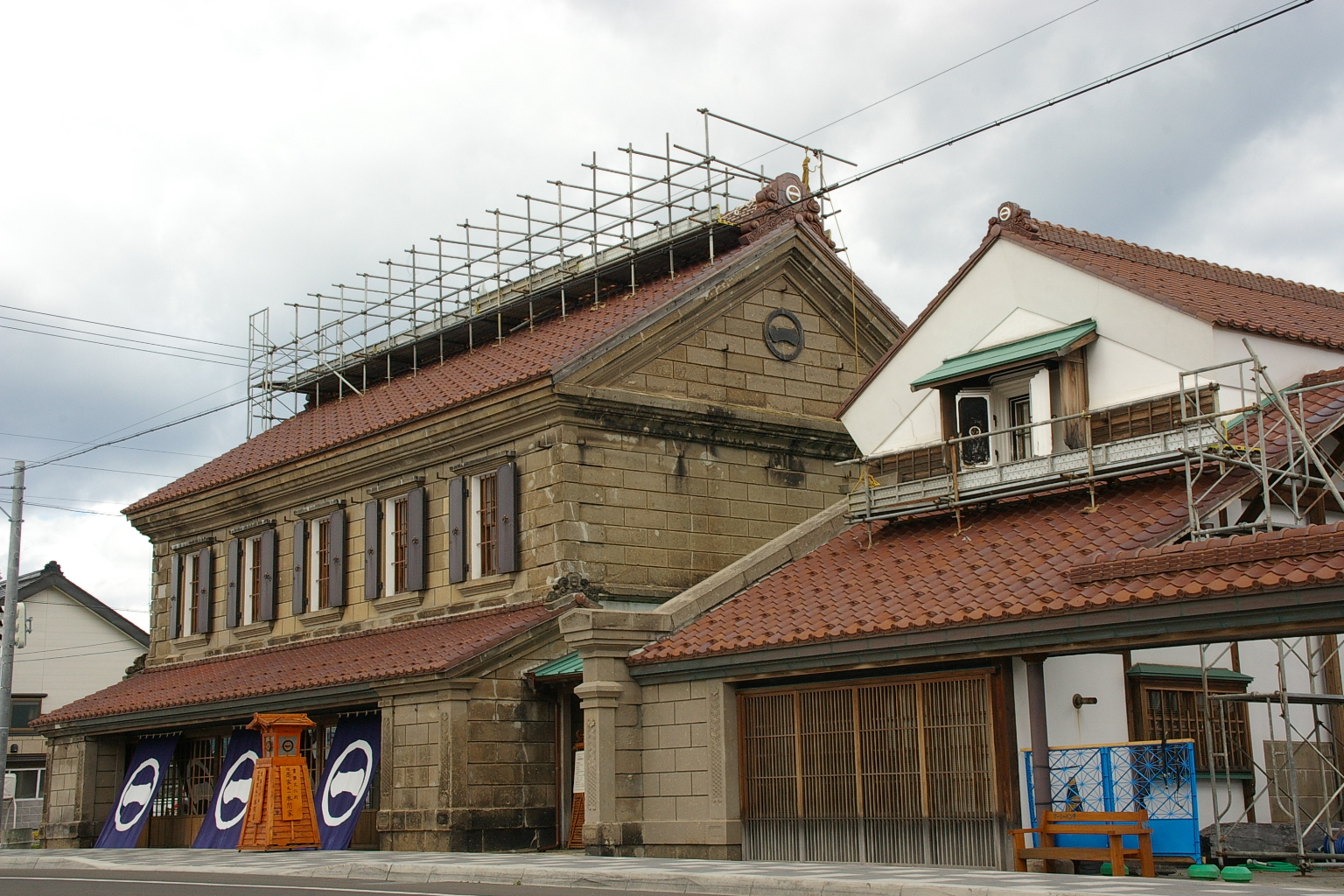
旧本間家住宅

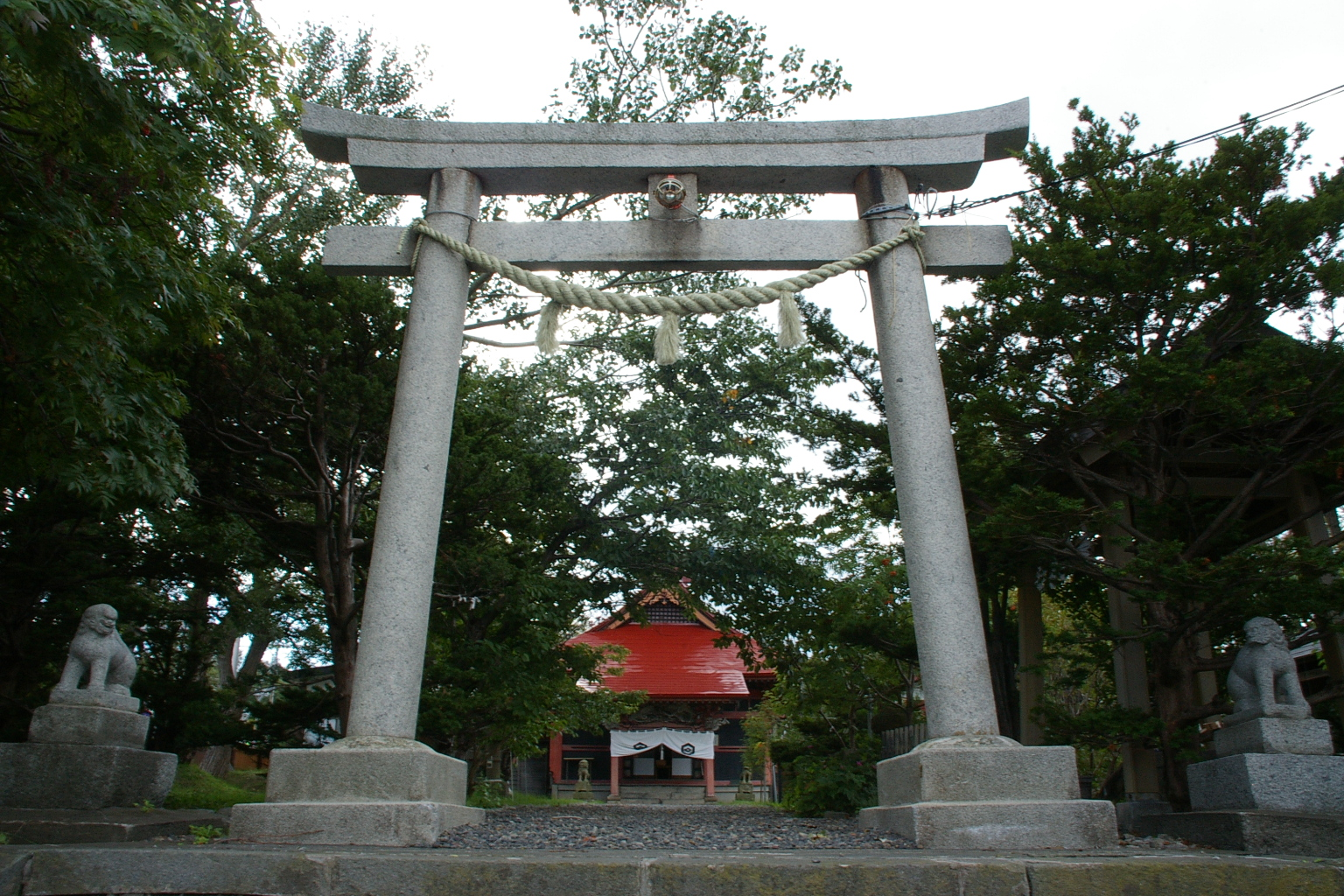
増毛厳島神社

### 重要文化財（建造物）
- 旧本間家住宅5棟：旧商家丸一本間家

### 町指定史跡
- 開拓使増毛船改所跡
- 御料局札幌支庁増毛出張所跡
- 増毛運上屋跡
- 津軽藩増毛勤番越年陣屋跡
- 秋田藩増毛元陣屋跡
- 増毛治安裁判所跡
- 秋田藩元陣屋第一台場跡
- 開拓使増毛外五郡役所跡
- 官立札幌病院増毛出張所跡
- 山口藩増毛出張所跡
- 雄冬冷清水
- 雄冬遺跡
- 松浦武四郎信砂越えの地
- 増毛土木派出所跡
- 入船町浜茶屋跡
- 旧増毛山道入口
- 増毛郡役所出張所跡
- 旧高橋農場跡
- 別苅発祥の地
- 普伝寺跡
- 秋田藩元陣屋第二台場跡
- 仁奈良山道仁奈良駅逓跡
- 水戸藩主一行宿営の地
- 舎熊遺跡
- 阿分発祥の地
- 増毛新廓跡
- 信砂水田発祥の地
- リンゴ栽培の父藤原筆吉翁の碑
- 増毛税務署跡
- 天塩国水産会さけます孵化場跡

### その他
- 増毛厳島神社本殿 - 町指定有形文化財
- 雄冬神楽 - 町指定無形文化財。増毛町雄冬の雄冬神社

## 神社
- 厳島神社（増毛厳島神社）
- 稲荷神社（阿分稲荷神社）
- 舎熊神社
- 恵比須神社

## 名所・旧跡・観光スポット・祭事・催事

### 観光
- 暑寒別天売焼尻国定公園
  - 暑寒別岳
  - 雄冬岬
- 郷土芸能 雄冬神楽
- 総合交流促進施設「元陣屋」
- 歴史的建造物群（北海道遺産指定）
- 弁天神社
- 岩尾温泉
- 厳島神社

## 出身の有名人
- 三國清三 - フランス料理シェフ
- 池田三男 - メルボルンオリンピックレスリング金メダリスト
- 桂本和夫 - 元国鉄スワローズ、メルボルンオリンピック5位入賞
- 琴若央雄 - 元大相撲力士（最高位は前頭2枚目）
- 遠田誠治 - 元中日ドラゴンズ
- 本間一夫 - 日本点字図書館創設者
- 本間貞雄 - 元札幌信用金庫理事長
- 本間欧彦 - 札幌市出身、フジテレビプロデューサー、本間貞雄の孫
- 石崎喜太郎 - 元道漁連会長、町長石崎大輔の父
- 小笠原賢二 - 文芸評論家
- 富野康日己 - 順天堂大学医学部教授
- 高津カリノ - 漫画家

## 作品
増毛駅、雄冬岬などが映画『駅 STATION』のロケ地になった。